# Viola majchurensis
Viola majchurensis är en violväxtart som beskrevs av Pissiaukova. Viola majchurensis ingår i släktet violer, och familjen violväxter. Inga underarter finns listade i Catalogue of Life.